# Yoshiki Murakami
Yoshiki Murakami (村上 喜紀 Murakami Yoshiki?,  Maizuru, Prefectura de Kioto, 29 de octubre de 1993) es un actor de voz japonés, afiliado a Across Entertainment. Algunos de sus roles más destacados incluyen el de Haruhiko Beppu en Binan Kōkō Chikyū Bōei-bu Love! Love! y Kazuho Funatsu en Yowamushi Pedal.

## Biografía
Murakami nació el 29 de octubre de 1993 en la ciudad de Maizuru, prefectura de Kioto. Después de graduarse de la escuela secundaria, ingresó a la escuela vocacional Osaka Animation School y se unió a Across Entertainment en 2014; debutó como actor de voz más tarde ese mismo año. En 2016, obtuvo su primer papel regular como Haruhiko Beppu en la serie Binan Kōkō Chikyū Bōei-bu Love! Love!. 
Murakami, junto a su colega Keisuke Kōmoto, también fue locutor de un programa de radio llamado Binan Kōkō Chikyū Bōei-bu Love! Love! ☆Radio☆The☆VEPPer☆, cuya transmisión se extendió más de un año después de la finalización de la serie. El programa fue galardonado con el 3er Aniradi Arward al "mejor programa nuevo" y el 4º Aniradi Arward al "mejor programa radio masculino".

## Filmografía

### Anime
2014
- Mahō Shōjo Taisen como Tripulación B

2016
- Binan Kōkō Chikyū Bōei-bu Love! Love! como Haruhiko Beppu[3]

2017
- Masamune-kun no Revenge como Varios

2018
- Yowamushi Pedal como Kazuho Funatsu
- Yo-kai Watch Shadowside como Akamatsu, Takeru
- Hōzuki no Reitetsu como Hombre

### Películas animadas
- Shikabane-sha no Teikoku (2015)
- Shin Megami Tensei: Persona 3 (2016)
- Yo-Kai Watch (2016)

### OVAs
- Binan Kōkō Chikyū Bōei-bu Love! Love! Love! (2017) como Haruhiko Beppu

### CD dramas
- Rigel vol.2 -evolution- (2017) como Kojima
- Iroiro atta ne. (2017) como Yamato Kawahara
- Oretachi Maji-kō Destroy (2018) como Jun Serizawa[4]
- Sayonara Alpha (2018) como Yamazaki

### Teatro
- Gokuchū Comp (2016) como Junpei Kusami[5]
- King of Prism: Over the Sunshine! (2017) como Kakeru Jūōin